# Ardee

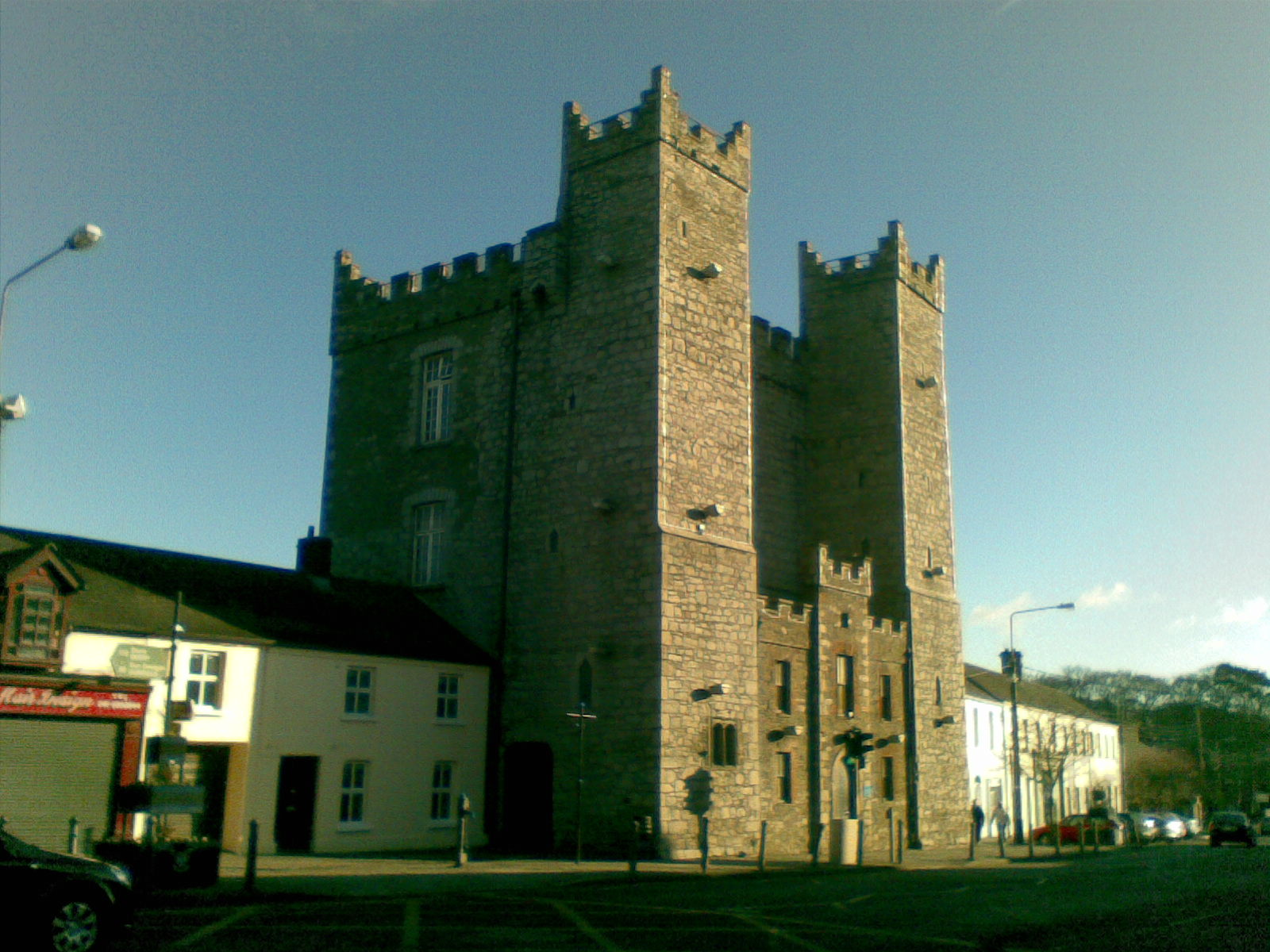
Ardee Castle (2010)

Ardee (irisch Baile Átha Fhirdhia) ist eine Stadt im County Louth im Nordosten der Republik Irland.
Ursprünglich Atherdee heißend, leitet der Name sich aus dem irischen Áth Fhirdhia (“Furt des Fer Diad”) ab, der auf eine Gestalt der irischen Mythologie Bezug nimmt.
Ardee liegt am Ufer des River Dee (der nördlichen Grenze des englisch kontrollierten Gebietes im Mittelalter, Pale genannt), jeweils etwa 20 km von Drogheda und von Dundalk entfernt, etwa in der Mitte von Louth. Die Stadt hatte beim Census 2022 eine Bevölkerung von 5478 Personen.
Ardee Castle ist ein National Monument und das größte erhaltene Tower House Irlands. Die Burg diente wahrscheinlich der Verteidigung der Stadt. Ardee war ein Vorposten an der Grenze zwischen dem anglonormannischen Süden und dem gälischen Norden und Ort vieler bedeutender Schlachten. James II. verwendete es als Hauptquartier vor der Schlacht am Boyne. Im Jahr 1805 wurde es in ein Gerichtsgebäude und Gefängnis umgewandelt. Heute dient es als Bezirksgerichtsgebäude.
Seit Mitte der 1990er-Jahre ist Ardee im Zuge der irischen Wirtschaftsentwicklung deutlich gewachsen. Dies ist insbesondere auf die gute Verkehrsanbindung an drei Nationalstraßen zurückzuführen: Ardee liegt sowohl an der N2 von Dublin nach Monaghan als auch an der N52 von Dundalk über Mullingar nach Nenagh zur N7; zudem verbindet die N33 Ardee mit Drogheda und der M1/N1.
An den Schienenverkehr in Irland ist Ardee nicht mehr angeschlossen und das Gleisbett der 1976 endgültig stillgelegten, 8 km langen Stichstrecke zur Eisenbahn-Hauptroute Dublin–Belfast wurde teilweise zu einem walkway gemacht.

## Persönlichkeiten

### Söhne und Töchter der Stadt
- Beatrice Hill-Lowe (1868–1951), Bogenschützin